# Escuela Superior de Comercio Libertador General San Martín
La Escuela Superior de Comercio "Libertador General San Martín" fue creada en la Ciudad de Rosario (Argentina) por Ley en febrero de 1896. Nació como proyecto para crear una escuela de comercio o de artes y oficios, sin determinar bien la naturaleza de la institución. Más tarde, se elevó un proyecto basado en dicha Ley para la creación de un instituto comercial. 

## Breve historia
La escuela inició sus actividades con 26 alumnos, contando con una inscripción de 124 para el año siguiente. Su creación respondió y acompañó a la pujante economía de Rosario, con su importante actividad comercial y bancaria gracias al puerto y el agro.
En 1897 se creó un curso nocturno, precursor de la carrera de Contador Público que se crearía en 1898, año en el que también se creó la carrera de Calígrafo Público.
La Escuela se edificó en el Bulevar Nicasio Oroño, a la altura del 1235, en un predio que pertenecía al Banco Provincial, siendo cedido a la Nación para tal fin. 
En 1919, con la creación de la Universidad Nacional del Litoral, la Escuela Superior de Comercio dio lugar a la creación de la Facultad de Ciencias Económicas, Sociales y Políticas de Rosario, de la que pasó a depender como escuela anexa.
En 1950, año del Libertador San Martín, se le otorgó a la escuela su actual nombre por Ordenanza N.º 233 del 2 de junio. Al crearse la Universidad Nacional de Rosario por Ley 17897, del 29 de noviembre de 1968, la Escuela Superior de Comercio pasó a depender de la misma, al igual que el Instituto Politécnico Superior.
Actualmente, se levanta en Balcarce 1240, detrás de la Facultad de Ciencias Económicas y Estadísticas de la Universidad Nacional de Rosario. Este inmueble fue inaugurado el 17 de agosto de 1969.
La escuela hoy educa a alrededor de 1300 alumnos, tanto hombres como mujeres, con una secundaria cuya orientación académica es en Economía y Gestión de las Organizaciones. Su actual director es el Licenciado en Ciencia Política Pablo Alesandroni. La escuela cuenta, desde hace más de 100 años, con un Centro de Estudiantes, órgano exclusivo de representación del estudiantado de esa escuela.

## Identidad de la escuela
La historia de las Instituciones es una importante manifestación de Identidad, su conocimiento nos permite conocer las transformaciones ocurridas a lo largo del tiempo. 
En el año 1893, en la planta superior de los antiguos Tribunales (hoy la Facultad de Derecho) funcionaba, luego de su traslado desde la ciudad de Santa Fe, la Escuela Normal de varones. La misma formó maestros hasta el año 1895. Su Director, el Prof. Argüelles, advirtió que la ciudad de Rosario necesitaba una institución que impartiera enseñanza de carácter comercial; como consecuencia de ello y de la disminución de la matrícula de la Escuela Normal, propuso su transformación. 
Por ley Nacional de febrero de 1896 se adjudicó una partida de $ 1.500 mensuales para instalar una Escuela de Comercio o de Artes y Oficios. Esta asignación no determinaba con certeza la naturaleza. Sobre la base de esta ley, el inspector General Adolfo Orma elevó un proyecto de creación de un instituto comercial, que sería la futura Escuela Superior de Comercio. 
El 1 de junio de 1896 la Escuela inició sus actividades con 26 alumnos y al año siguiente la inscripción fue de 124 alumnos.
El primer Plan de Estudios tuvo una duración de dos años estrictamente comercial y uno preparatorio.
En 1897, se comenzó a dictar un curso nocturno (precursor de la Carrera de Contador que se crearía en 1898). Se enseñaba dactilografía y se promovía el hábito del ahorro. Los alumnos fundaron una entidad llamada “El Ahorro Escolar” que funcionaba como una auténtica sociedad anónima. En ese mismo año se creó la Carrera de Calígrafos.
El 10 de abril de 1910, por decreto del Poder Ejecutivo Nacional se declaró pública la Biblioteca que había formado la Escuela. La misma con sólo un centenar de libros en sus comienzos alcanzó en un año los 1.500 volúmenes.
En 1912, cuando la Escuela funcionaba en el edificio alquilado de la calle Buenos Aires 933, fue designado bibliotecario el Sr. Alfredo Novell, diplomado en España, quien la organizó científicamente. Esta Biblioteca fue precursora de la actual “Estanislao S. Zeballos”, dependiente de la Facultad de Ciencias Económicas. Hoy, nuestra Biblioteca “Julio Bello” cuenta con más de 7000 volúmenes actualizados. Además de sus funciones naturales, desarrolla actividades culturales coordinadas con los docentes a través de los Departamentos Académicos.
El 7 de julio de 1913 se inauguró oficialmente el Edificio de la Escuela en Oroño 1251 (hoy Facultad de Ciencias Económicas y Estadística). Dicho predio perteneció al Banco Provincial y fue transferido a la Nación con la obligación de construir un edificio para la Escuela. Ya en ese año se dictaban en la misma, cursos diurnos de Peritos Mercantiles y nocturnos de Tenedores de libros, Contadores y Calígrafos.
La Carrera de Tenedores de Libros, cuya duración era de 4 años, tenía por objeto impartir los conocimientos indispensables para que el egresado pudiera desempeñarse adecuadamente en cualquier establecimiento comercial, industrial o bancario.
En 1913 se inscribieron las primeras alumnas en los cursos de Peritos Mercantiles. El ingreso de las niñas a la escuela, exclusivamente al turno mañana, nunca encontró oposición por parte de las autoridades, posiblemente debido al reducido número, pero a fines de 1958, ante el notorio incremento, el Consejo Directivo de la Facultad aconsejó modificar el Reglamento de la Escuela, estableciendo que el ingreso a 1.º año se efectuara por orden de mérito del examen de selección, sin distinción de sexo, en todos los turnos.
El 4 de junio de 1914 se creó el Banco Modelo. Fue motivo de legítimo orgullo para la Escuela, ya que constituyó un proyecto innovador por sus características orgánicas y funcionales. Fue creado como gabinete para ejercitación de los alumnos en cuestiones bancarias (podían ser accionistas, integrar junto con profesores el Directorio, realizar con su sola firma operaciones de depósitos y extracciones de sus cuentas corrientes y de cajas de ahorro, percibir dividendos y asistir a las Asambleas Ordinarias y Extraordinarias con voz y voto).
Al crearse la Universidad Nacional del Litoral en 1919, la Facultad de Ciencias Económicas nació sobre la base de una escuela ya acreditada merced a sus 24 años de fecunda actuación (con 600 alumnos y con numerosos egresados que fueron los primeros Contadores Públicos). En lo sucesivo sería la Facultad la que expediría este título y la Escuela, previa reestructuración de sus planes de estudio, otorgaría el título de Bachiller en Ciencias Comerciales cuya duración era de 5 años para el cursado en el turno mañana y en el turno tarde (creado este último en 1928) y 6 años en el turno noche cuya terminación comprendía también los títulos menores de Perito Mercantil, Tenedor de Libros y de Idóneo en Comercio y Contabilidad. En el año del Libertador se otorgó a la Escuela su actual nombre por Ordenanza N.º 233 del Consejo Directivo del 2 de junio. En el año 1966 comenzaron a dictarse los cursos gratuitos para los aspirantes a 1.º año de la Escuela Media. 
En 1967, por Ley Nacional N.º 17.178, el presidente de la Nación transfiere a la Secretaría de Estado de Cultura y Educación los establecimientos preuniversitarios, con excepción de algunos Institutos entre los que figuraba la Escuela. En respuesta a dicha ley, se movilizaron las fuerzas vivas de la ciudad.
La importancia de nuestra Institución queda reflejada en las palabras del Sr. Rector de la UNL Dr. Manuel De Juano cuando fundamento la necesidad de modificar la decisión del Estado Nacional: …” hay motivo para destacar los méritos de una Institución como ocurre en los casos de los petitorios elevados ante la Secretaría de Estado de Cultura y Educación solicitando se mantenga la anexión de la Escuela a la Facultad de Ciencias Económicas, - a los cuales nos remitimos- valgan como ejemplos las presentaciones y adhesiones de la Bolsa de Comercio de Rosario, la Federación Gremial del Comercio y de la Industria de Rosario, el Colegio de Graduados en Ciencias Económicas de Rosario, la Asociación de Técnicos Nacionales, etc. Se advierte que la Escuela Superior de Comercio gravita positivamente y que la proyección de su obra cultural es comprendida, estimada, evaluada y medida con el patrón que se estila para las grandes empresas de bien público”… 
Se logró el objetivo y la Escuela siguió perteneciendo a la UNR.
Por ley 17987 del 29 de noviembre de 1968 se creó la Universidad Nacional de Rosario.
La Escuela Superior de Comercio, por decreto del Poder Ejecutivo Nacional del 5 de mayo de 1970, pasó a depender de ésta, al igual que el Industrial Superior de la Nación (hoy Instituto Politécnico), siendo reconocida por el Estatuto de la UNR como Instituto Piloto.
El Laboratorio de la Escuela fue organizado lentamente y gracias a un hecho fortuito pudo contar con los recursos mínimos. Vale la pena mencionar que varios cajones de materiales que eran remitidos a una escuela de Concordia llegaron por error y luego de varias gestiones se incorporaron a su patrimonio.
El 17 de agosto de 1969 se inauguró oficialmente su nuevo edificio de calle Balcarce 1240, donde funciona actualmente.
En ese año la organización académica se departamentalizó, creándose los siguientes Departamentos:
•de Contabilidad y Ciencias Jurídicas 
•de Ciencias Sociales 
•de Ciencias Exactas y Naturales 
•de Idiomas 
En 1980 a nivel terciario se expedía el título de Calígrafo Público y Profesor de Caligrafía y con la aprobación de un examen especial, se otorgaba el título de “Estenógrafo Público”.
En 1991 se creó la carrera terciaria de Técnico Universitario en Comercio Exterior y en 1993 la de Técnico Universitario en Administración de Empresas, pero en el año 2001 ambas carreras se fusionaron generando la diferenciación en sus terminalidades. Los títulos otorgados son: Técnico Universitario en Administración de Empresas con terminalidad en Servicios o en Comercio Exterior. Del mismo modo estas carreras se pueden cursar también con modalidad a distancia a través del Campus Virtual. 
En septiembre de 1996, por Res. 214/96 del Consejo Superior de la UNR, se creó la Tecnicatura Universitaria en Comercialización en la órbita de la Escuela Superior de Comercio. Se implementó en el marco de un convenio suscripto entre la Fundación UNR y la Fundación Apertura de la ciudad de San Jorge dictándose en esa ciudad. La vigencia de la misma se mantuvo hasta cumplimentar una promoción.
En 1999 el Consejo Superior de la UNR adoptó la Ley Federal de Educación para sus 3 escuelas, implementándose el Tercer Ciclo de Enseñanza General Básica y el Polimodal. En nuestra Escuela se adoptó la orientación en Economía y Gestión de las Organizaciones. 
Hoy su organización departamental se compone de la siguiente manera: 
•Departamento de Arte
•Departamento de Idioma
•Departamento de Ciencias Sociales
•Departamento de Física, Química y Biología
•Departamento de Matemática
•Departamento de Ciencias Económicas y Jurídicas
•Departamento de Educación Física
•Departamento de Tecnología de la Información
En septiembre de 2007, por iniciativa del Centro de Estudiantes de la escuela, se colocó una placa recordatoria con el nombre de los 20 alumnos desaparecidos durante el Proceso de Reorganización Nacional.
A lo largo de año 2009 todos los docentes de la escuela trabajaron en la transformación curricular en el marco de la Ley Nacional de Educación y en el 2010 se implementa el primer año del nuevo diseño curricular.
A modo de reflexión acercamos al lector las palabras del Sr. Rector de la UNL, Dr. Manuel De Juano, expresadas en 1967 y que no dejan de tener vigencia:
...”Por último, es bien sabido y vale consignarlo, en Rosario se conoce a la Escuela por: “EL SUPERIOR”. Nada más falta agregarle pues se sabe a qué Instituto se refiere y tal vez no sólo se trate de abreviar una denominación sino, también, es el tácito reconocimiento de un sólido prestigio involucrado en dos palabras”…

## Planes de estudio
| Espacio curricular                        |  |
| ----------------------------------------- |  |
| Matemática Financiera                     |  |
| Estadística                               |  |
| Lengua y Literatura                       |  |
| Lengua Extranjera Inglés                  |  |
| Lengua Extranjera Francés                 |  |
| Educación Física                          |  |
| Física                                    |  |
| Química                                   |  |
| Historia                                  |  |
| Sistema de Información Contable           |  |
| Taller de Investigación Geográfica        |  |
| Formación ética y ciudadana               |  |
| Taller de Gestión Administrativo Contable |  |
| Administración                            |  |
| Impuestos                                 |  |
| Derecho                                   |  |
| Economía                                  |  |

## Carreras terciarias
- Calígrafo Público.
- Técnico Universitario en Administración de Empresas